# Neugernsdorf
Neugernsdorf är en ortsteil i staden Langenwetzendorf i Landkreis Greiz i förbundslandet Thüringen i Tyskland. Neugernsdorf var en kommun fram till den 31 december 2013 när den uppgick i Langenwetzendorf. Neugernsdorf hade 161 invånare 2013.